# Биезиньш, Эрмий Августович
Эрмий Августович Биезиньш (латыш. Ermijs Bieziņš; 7 мая 1915 года, Рига, Лифляндская губерния, Российская империя — 22 февраля 1987 года, Вайроги, Цесисский район, Латвийская ССР, СССР) — директор сельского профессионально-технического училища № 2 имени 50-летия ВЛКСМ, Цесисский район Латвийской ССР. Герой Социалистического Труда (1971).

## Биография
В 1940 году призван на срочную службу в Латвийскую армию. После присоединения Латвии к СССР с октября 1940 года продолжил служить в Красной Армии. Участвовал в Великой Отечественной войне в составе Латышской стрелковой дивизии. В 1942 году был ранен и после излечения продолжил служить в составе 1-го Латышского ночного легкобомбардировочного авиационного Режицкого полка. До лета 1944 года обслужил 450 вылетов, из них — 50 боевых.
После демобилизации в звании гвардии старшего сержанта возвратился в Латвию и проживал в Цессиском районе. С 1946 года работал военруком в средней школе, затем — инструктором, заместителем директора (с 1948 года) Яунгулбенской школы механизации. Член ВКП(б).
С января 1952 года — директор Приекульского сельского ПТУ № 2 имени Ленинского комсомола. При его руководстве в училище, которое стало экспериментальной базой Ленинградского НИИ профтехобразования, укрепилась материально-учебная база преподавания, повысился уровень учебного и профессионального образования. ПТУ приобрело статус среднего образовательного учреждения. За годы Восьмой пятилетки (1965—1970) училище выпустило 1412 механизаторов. Указом Президиума Верховного Совета СССР от 20 июля 1971 года «за большие успехи, достигнутые в выполнении заданий пятилетнего плана по подготовке квалифицированных рабочих для народного хозяйства» удостоен звания Героя Социалистического Труда с вручением ордена Ленина и золотой медали «Серп и Молот».
После выхода на пенсию проживал на хуторе Вайроги Цессиского района. Скончался в феврале 1987 года.
Награды
- Герой Социалистического Труда
- Орден Ленина
- Орден Отечественной войны 2 степени (06.04.1985)
- Орден Трудового Красного Знамени (1965)
- Медаль «За победу над Германией в Великой Отечественной войне 1941—1945 гг.»
- Медаль «За боевые заслуги» (30.06.1944)